# Mária Telkes

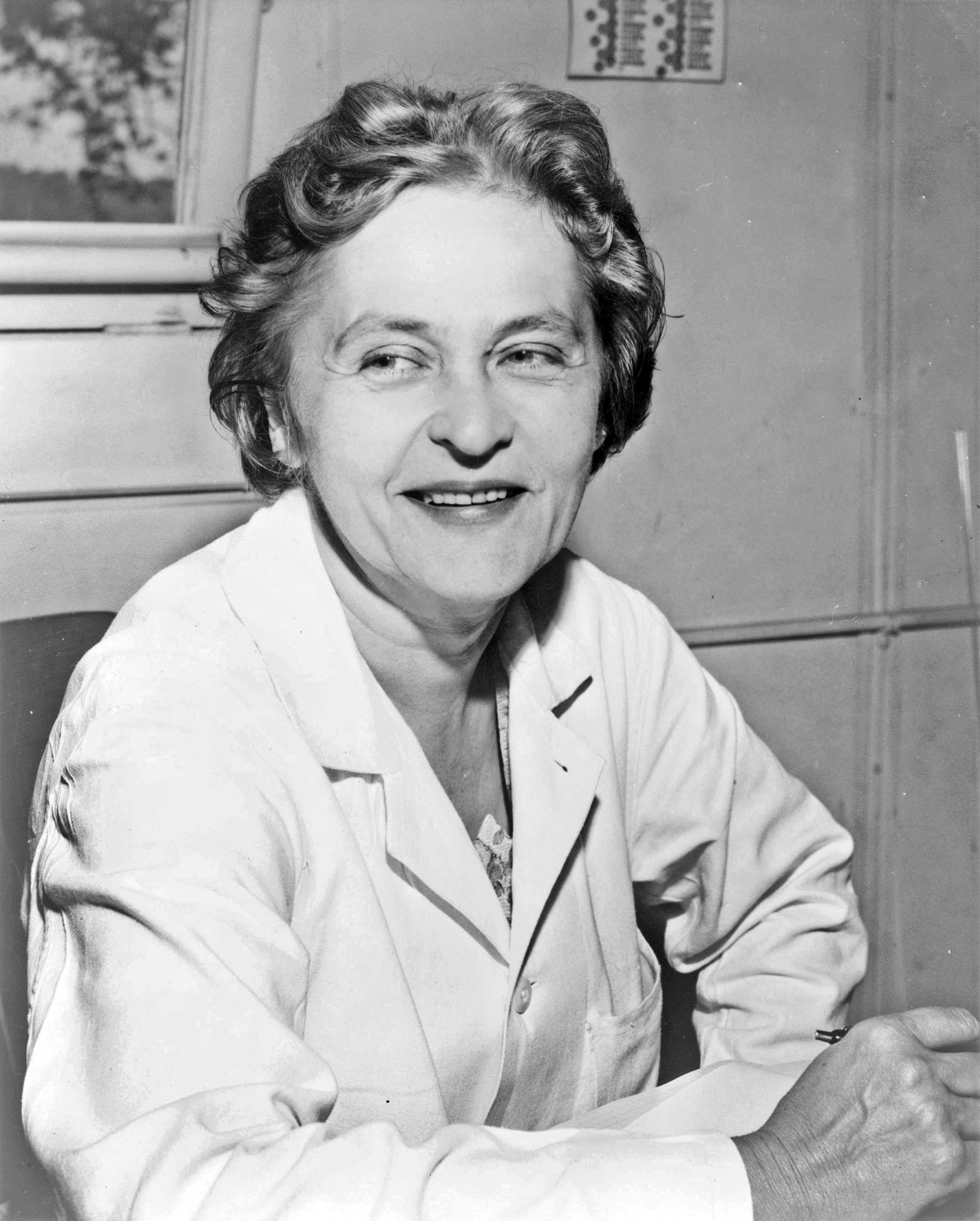
Maria Telkes 1956

Mária Telkes (* 12. Dezember 1900 in Budapest; † 2. Dezember 1995 ebenda) war eine ungarisch-US-amerikanische Biophysikerin, Wissenschaftlerin und Erfinderin, die auf dem Gebiet der Solarenergie arbeitete und forschte.

## Leben und Wirken
Mária Telkes wurde 1900 als Tochter von Aladar und Mária Laban de Telkes in Budapest geboren, wo sie auch die Grundschule und weiterführende Schule besuchte. Sie studierte an der Eötvös-Loránd-Universität Physikalische Chemie und promovierte 1924 in diesem Fach. Danach wanderte sie in die USA aus. 1925 trat sie eine Stelle als Biophysikerin bei der Cleveland Clinic Foundation an, wo sie gemeinsam mit George Washington Crile einen photoelektrischen Apparat entwickelte, der Hirnwellen aufzeichnete.
Telkes arbeitete und forschte ab 1937 bei Westinghouse Electric Corporation und später am Massachusetts Institute of Technology (MIT). 1945 wurde sie zur Dozentin (Associate Professor) für Metallurgie am MIT berufen.
Gemeinsam mit der Architektin Eleanor Raymond entwickelte Mária Telkes 1948 das erste durch Solarenergie beheizte Haus. Das Dover Sun House war das erste Haus, bei dem ein passives Solarenergiekonzept verwirklicht wurde. Auch ohne aktive photovoltaische Elemente kam das Haus aufgrund seiner speziellen Bauweise ohne Heizung aus.
1952 beauftragte die Ford-Stiftung Telkes damit, einen Solarkocher zu entwickeln, der in Entwicklungsländern zum Einsatz kommen sollte. Unterstützt wurde sie bei diesem Forschungsprojekt von ihrer wissenschaftlichen Mitarbeiterin Stella Andrássy. 1955 stellte Telkes eine überarbeitete Variante des Solarofens beim Solarenergieforum der American Solar Energy Society vor. Die grundlegende Bauweise des Ofens wird bis heute eingesetzt.

## Erfindungen
Sie gilt als die Erfinderin der ersten Solarheizung und des Solarofens.
Während des Zweiten Weltkriegs entwickelte sie eine mobile, solarbetriebene Entsalzungsanlage für das US-amerikanische Militär. Diese kleine Vorrichtung aus durchsichtiger Plastikfolie wurde als Teil der medizinischen Notfallausrüstung eingesetzt.

## Auszeichnungen und Ehrungen

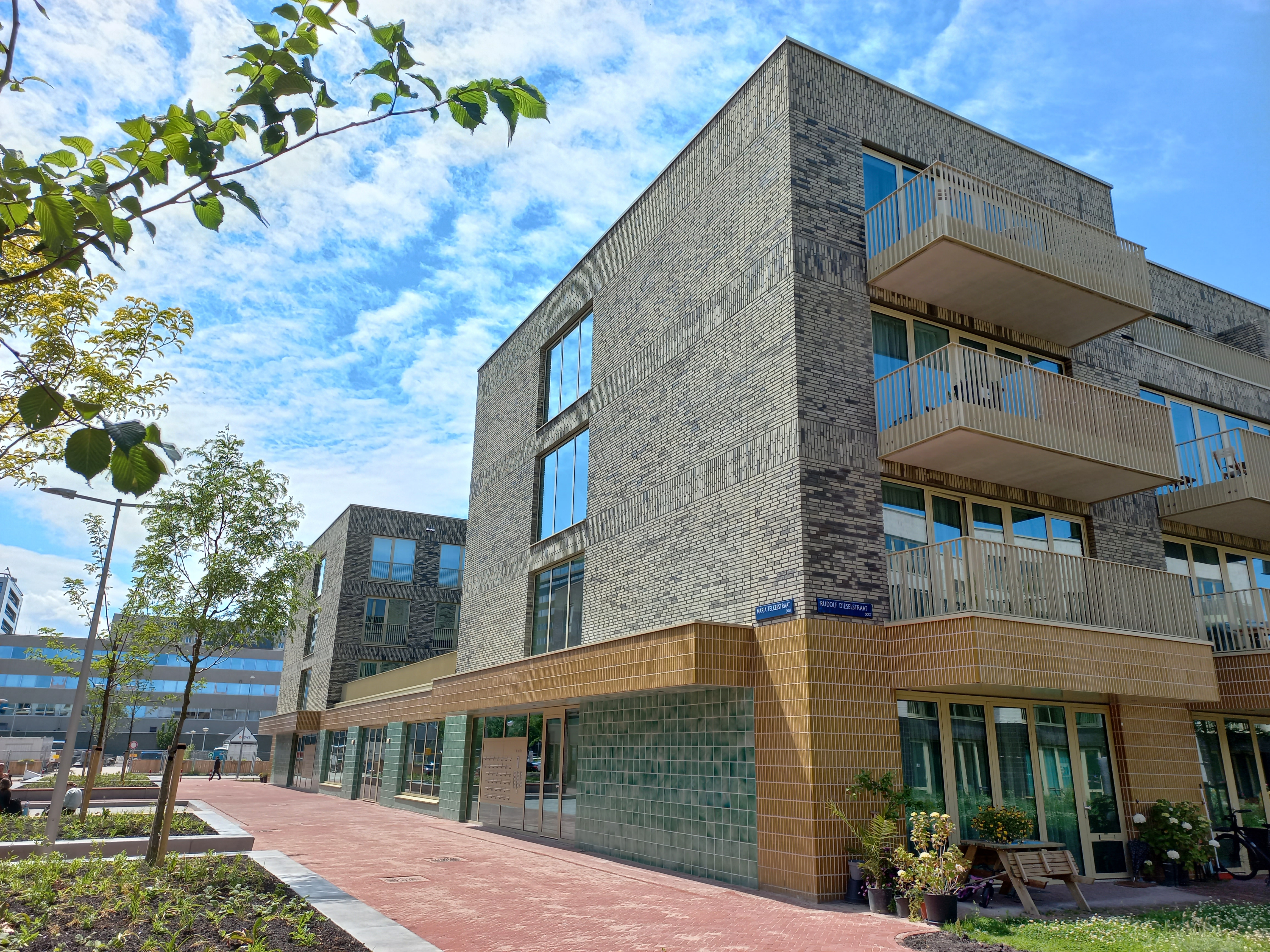
Amsterdam, Maria Telkesstraat, 2022

- 1952 Society of Women Engineers Award
- 1977 American Solar Energy Society – Charles Greeley Abbot Award
- 2012 Aufnahme in die National Inventors Hall of Fame
- 2019 Die Landeshauptstadt Hannover beschloss 2019, einen Platz im neuen Wohngebiet Kronsrode im Stadtbezirk Kirchrode-Bemerode-Wülferode nach ihr zu benennen.[6] In Amsterdam und Almere gibt es nach ihr benannte Straßen.

- 2021 Benennung eines Asteroiden nach ihr: (390743) Telkesmária
- 2022 wurde Telkes an ihrem Geburtstag, dem 12. Dezember, mit einem Doodle auf der Google-Suchseite geehrt.[7]